# 法尔多夫
法尔多夫（德語：Fahrdorf）是德国石勒苏益格－荷尔斯泰因州的一个市镇。总面积12.00平方公里，总人口2472人，其中男性1182人，女性1290人（2011年12月31日），人口密度206人/平方公里。